# Вільямс (округ, Огайо)
41°34′ пн. ш. 84°35′ зх. д. / 41.56° пн. ш. 84.58° зх. д.
О́круг Ві́льямс (англ. Williams County) — округ (графство) у штаті Огайо, США. Ідентифікатор округу 39171.

## Історія
Округ утворений 1820 року.

## Демографія
За даними перепису
2000 року
загальне населення округу становило 39188 осіб, зокрема міського населення було 13150, а сільського — 26038.
Серед мешканців округу чоловіків було 19466, а жінок — 19722. В окрузі було 15105 домогосподарств, 10666 родин, які мешкали в 16140 будинках.
Середній розмір родини становив 3.
Віковий розподіл населення поданий у таблиці:
| Стать    | До 15 років | 15-21 | 22-29 | 30-39 | 40-49 | 50-65 | 65-85 | Понад 85 |
| -------- | ----------- | ----- | ----- | ----- | ----- | ----- | ----- | -------- |
| Чоловіки | 4258        | 2076  | 1912  | 2861  | 3139  | 2996  | 2020  | 204      |
| Жінки    | 4093        | 1814  | 1794  | 2688  | 3051  | 3068  | 2686  | 528      |

## Суміжні округи
- Гіллсдейл, Мічиган — північ
- Фултон — схід
- Генрі — південний схід
- Дефаєнс — південь
- Декальб, Індіана — південний захід
- Стойбен, Індіана — північний захід

## Виноски
1. ↑  Ohio County Profiles: Williams County. Ohio Department of Development. Архів оригіналу (PDF) за 13 липня 2013. Процитовано 28 квітня 2007.
2. ↑  U.S. Decennial Census. United States Census Bureau. Архів оригіналу за 26 квітня 2015. Процитовано 11 лютого 2015.
3. ↑  Historical Census Browser. University of Virginia Library. Архів оригіналу за 11 серпня 2012. Процитовано 11 лютого 2015.
4. ↑  Forstall, Richard L., ред. (27 березня 1995). Population of Counties by Decennial Census: 1900 to 1990. United States Census Bureau. Архів оригіналу за 14 лютого 2015. Процитовано 11 лютого 2015.
5. ↑  Census 2000 PHC-T-4. Ranking Tables for Counties: 1990 and 2000 (PDF). United States Census Bureau. 2 квітня 2001. Архів оригіналу (PDF) за 18 грудня 2014. Процитовано 11 лютого 2015.
6. ↑  State & County QuickFacts. United States Census Bureau. Архів оригіналу за 25 грудня 2015. Процитовано 11 лютого 2015.(англ.) Наведено за англійською вікіпедією.
7. ↑  American FactFinder. Бюро перепису населення США. Архів оригіналу за 26 лютого 2012. Процитовано 31 січня 2008.

| США | Це незавершена стаття з географії США. Ви можете допомогти проєкту, виправивши або дописавши її. |